# Liste der Mitglieder der Deutschen Akademie der Naturforscher Leopoldina/1769
Die Liste der Mitglieder der Deutschen Akademie der Naturforscher Leopoldina für 1769 enthält alle Personen, die im Jahr 1769 zum Mitglied ernannt wurden. Insgesamt gab es zehn neu gewählte Mitglieder.

## Mitglieder
| Nr. | Name                               | Beiname          | Geboren       | Aufnahme | Gestorben     | Sektion   | Bild                               | Datenbank                    |
| --- | ---------------------------------- | ---------------- | ------------- | -------- | ------------- | --------- | ---------------------------------- | ---------------------------- |
| 713 | Christian Philipp Herwig           | Hicesius III.    | 1738          | 6. Feb.  | 9. Feb. 1781  | Medizin   |                                    | Christian Philipp Herwig     |
| 714 | Friedrich Martini                  | Apollinus III.   | 31. Aug. 1729 | 15. Feb. | 27. Juni 1778 | Medizin   |                                    | Friedrich Heinrich Martini   |
| 715 | Georg Zacharides                   | Aristophanes II. |               | 13. Mrz. |               | Medizin   |                                    | Georg Zacharides             |
| 716 | Johann Karl Hoffmann               | Dryander III.    |               | 3. Apr.  |               | Medizin   |                                    | Johann Karl Hoffmann         |
| 717 | Wilhelm Heinrich Sebastian Bucholz | Solinus III.     | 23. Dez. 1734 | 17. Apr. | 16. Dez. 1798 | Medizin   | Wilhelm Heinrich Sebastian Bucholz | Wilhelm Heinrich Bucholtz    |
| 718 | Gottlob Burchard Genzmer           | Aristomachus IV. | 8. Nov. 1716  | 10. Mai  | 14. Apr. 1771 |           |                                    | Gottlob Burchard Genzmer     |
| 719 | Gustav Friedrich Jägerschmid       | Silimachis IV.   |               | 18. Mai  | 1775          | Chirurgie |                                    | Gustav Friedrich Jägerschmid |
| 720 | Philipp Fermin                     | Demetrius IV.    | 1729          | 20. Jun. | 1790          | Medizin   |                                    | Philipp Fermin               |
| 721 | Ignaz van Zelder                   | Eudoxus IV.      |               | 29. Jun. |               | Medizin   |                                    | Ignaz van Zelder             |
| 722 | Johann August Wohlfart             | Silimachus V.    | 1712          | 28. Jul. | 15. Sep. 1784 | Anatomie  |                                    | Johann August Wohlfart       |

## Hinweis zu den Lebensdaten
In der Liste sind zunächst die Lebensdaten gemäß Archiv der Leopoldina aufgenommen. Diese beziehen sich bei noch nicht erstellten Namensartikeln auf die Angaben gem. Neigebaur (1860), Ule (1889) und dem Abgleich mit Wikidata. Die Lebensdaten im später erstellten Namensartikel können daher noch von den Lebensdaten in der Liste abweichen.